# Arsen Fadzajev
Arsen Sulejmanovič Fadzajev (rusky Арсен Сулейманович Фадзаев ; * 5. září 1962 Čikola, Sovětský svaz) je bývalý sovětský a později uzbecký zápasník, volnostylař.
V roce 1988 na olympijských hrách v Soulu v kategorii do 68 kg vybojoval zlatou olympijskou medaili pro Sovětský svaz, v roce 1992 na hrách v Barceloně ve stejné kategorii vybojoval zlatou medaili pro sjednocený tým bývalých sovětských republik. V roce 1996 na hrách v Atlantě reprezentoval ve stejné kategorii Uzbekistán a obsadil 13. místo. Šestkrát vybojoval titul mistra světa.